# PIK-16 Vasama
Lehtovaara PIK-16 Vasama ("Pil") er et finsk designet og bygget midtvinget, ensædet FAI standard-klasse svævefly. Det blev designet for Polyteknikkojen Ilmailukerho (Polyteknisk Flyveklub, PIK.) af studenter på Teknillinen korkeakoulu (Helsinkis Tekniske Universitet) og produceret af firmaet Lehtovaara.
Flyet var en eksportsucces: 40 af de 56 byggede fly blev eksporteret. Kun efterfølgeren PIK-20 har overgået dette.
Vasama vandt præmien fra Organisation Scientifique et Technique du Vol à Voile (OSTIV) for det bedste standardklasse svævefly i 1963 og vandt tredjepladsen under verdensmesterskaberne i Argentina samme år. Vasama og den polske SZD-24 Foka, var de sidste svævefly, der blev bygget af træ, før glasfiber overtog som byggemateriale.

## Design og udvikling
Kurt Hedström og Tuomo Tervo, begge elever på Helsinkis Tekniske Universitet, begyndte at planlægge flyet i 1959 og brugte det som afgangsprojekt. Jorma Jalkanens rolle er uklar, men han var formodentligt mentor for projektet. 
Flystellet er bygget af træ med en næse af glasfiber. Metal blev kun anvendt, hvor stor brudstyrke var nødvendig f.eks. hængsler til rorene og samlingen af hovedbjælken. Der blev anvendt innovative løsninger, som en selvbærende krop og i prototypen en V-hale, for at reducere luftmodstanden i det allerede strømlinede design. V-halen var ingen succes; særligt ved lav hastighed var styreevnen ringe. En konventionel hale blev monteret i stedet for, og viste sig at være udmærket.
Vingerne, som har en spændvidde på 15,0 m (49,2 ft), blev hovedsageligt opbygget i krydsfiner, og nogle af elementerne blev presset i form i en 40-tons hydraulisk presse. Vingeprofilet er ved roden et Wortmann FX-05-168 (14% modifikation), som glidende overgår til et NACA 63 (2)-165 ved tippen. Vingerne har ingen flaps, men der er et sæt luftbremser.
I alt 56 PIK-16 blev fremstillet. Flyet havde ikke noget typecertifikat, men blev alligevel det næstmest eksporterede finske svævefly, kun overgået af efterfølgeren PIK-20.

## Operationel historie
Prototypen af Vasama satte finsk national rekord for en 300 km trekantsflyvning med en gennemsnitsfart af 86,6 km/t, før flyet var færdigt med testflyvninger.
Ved Verdensmesterskabet i Svæveflyvning i Junín, Provinsen Buenos Aires, Argentina i 1963 sluttede flyet med Juhani Horma fra Finland som pilot på en tredjeplads i Standardklassen. Derudover vandt flyet ved samme lejlighed OSTIVs designpræmie.
Herhjemme udførte Vasama OY-BXA fra Vestjysk Svæveflyveklub ført af klubformand Bent Skovgaard en opvisning i kunstflyvning ved Esbjerg Havns 100-års jubilæum i 1968. Landingen var speciel, eftersom den blev foretaget på en smal og kort stribe opskyllet sand inde i trafikhavnen. Det var nødvendigt at demontere flyet (normalt ved udelandinger), bære det op over havnemuren og køre det bort på en trailer.

### Flyveegenskaber
Flyet er komfortabelt at flyve med velbalanceret styring og er meget let på rorene. Styringen er tilstrækkelig ved alle hastigheder. Det gør at flyet kan manøvrere snævert og kan blive i en lille og svag termikboble. Flyets store styrke og effektive ror gør det til en fremragende træner for - og udøver af - kunstflyvning.
Egenskaberne er ikke kun positive. Vasama kan stalle uden de sædvanlige vibrationer, som man får i de fleste fly. Hvis det går i spin, har det en tendens til at gå i fladspin efter nogle få omdrejninger. Og hvor de fleste fly finder en nogenlunde stabil stilling under en spilstart, kan en Vasama finde på at bryde ud til siden. Alt i alt er Vasama et udmærket fly til en rutineret pilot, men det er mindre egnet til urutinerede piloter og blev derfor sjældent benyttet til videregående skoling.

## Varianter
PIK-16a
Prototypen med en V-hale.
PIK-16b
Revideret design med en konventionel (korsformet) hale. Fire stk. blev bygget af det Finske Aeronautiske Selskab på Jämi Flyveskolen.
PIK-16c
Tredje og endelige version. Data er uklare, men det lader til at være en produktionsoptimeret udgave af PIK-16b.

## Operatører
Der findes p.t. ingen samlet liste over operatører.
 Argentina
- Der har været mindst en Vasama, LV-DGC i Argentina. Flyet totalhavarerede og piloten blev dræbt 21. September 2013; under takeoff i et flyslæb brød svæveflyet ud til siden og ramte jorden.[9]

 Belgien
- Der har været mindst to Vasama i Belgien: OO-ZER og OO-ZAD.[10]

 Danmark
- Syv af de 40 eksporterede fly gik til Danmark:
  - OY-VDX, ser. no. 17. Flyet gik i tjeneste i 1964, og havarerede den 1. August 1971 i Ringsted.[10]
  - OY-BXB, ser. no. 19. Flyet gik i tjeneste i 1964, og er senere blevet solgt til Norge (reg. LN-GGB). Flyet er p.t. oplagret.[10]
  - OY-XBO, ser. no. 21. Flyet gik i tjeneste i 1964 i Belgien som OO-ZER, og kom til Danmark i 1973. Flyet havarerede den 25.Juni 1994 på Ejstruphede i Han Herred.[10]
  - OY-BXC, ser. no. 31. Flyet var i tjeneste 1964-1976, hvor det den 13. Juni blev beskadiget i Herning. Flyet blev derefter solgt til Finland som OH-527.[10]
  - OY-BXA, ser. no. 34. I tjeneste fra 1965 ved Vestjysk Svæveflyveklub.[10]
  - OY-BXU, ser. no. 36. Købt af Vejle Svæveflyveklub i 1965, solgt til skiftende ejere i 1979 og fløj sidste gang 1996. Glemt eller opgivet af ejeren og efterladt i en lukket trailer på Svæveflyvecenter Arnborg. Overtaget af Vasamagruppen 2015, restaureret og gen-registreret 2016.[10][11]
  - OY-XCO, ser. no. 42. I tjeneste i Belgien fra 1965 som OO-ZAD, og kom til Danmark i 1975. Flyet blev solgt videre til Island som TF-SIK i 1978.[10]

 Finland
- 16 af de 56 producerede fly forblev i Finland.

 Island
- Vasama TF-SIK[10] og TF-SAN har været registreret på Island.[12]

 Norge
- Der har været mindst een Vasama i Norge, LN-GGB. [13]

 Sverige
- SE-SZZ har været registreret i Sverige.[12]

 Tyskland
- Der har været mindst to Vasama i Tyskland, D-8016[12] og D-8767. D-8016 blev i 1980 returneret til Finland og står nu på Ilmailumuseo Flymuseum med registreringen OH-571.[14][15]

## Overlevende fly

### I brug
- OY-BXA er stadigt registreret som flyvedygtig.
- OY-BXU er blevet gen-registreret og flyver for Vasamagruppen under Vejle Svæveflyveklub.

### Udstillede
- OH-571 er udstillet i det Finske Flymuseum.[4]

## Specifikationer (PIK-16 Vasama)
| Besætning:                      | 1 Pilot                                             |                                                     |
| Længde:                         | 5,97 m                                              |                                                     |
| Højde:                          | 0,9 m ved cockpittet                                |                                                     |
| Spændvidde:                     | 15 m                                                |                                                     |
| Vingeareal:                     | 11,7 m²                                             |                                                     |
| Vingebelastning:                | 24 kg/m²                                            |                                                     |
| Vingeprofil:                    | Rod: Wortmann FX-05-188 (14% mod), tip:NACA 632 615 | Rod: Wortmann FX-05-188 (14% mod), tip:NACA 632 615 |
| Sideforhold:                    | 19,2                                                |                                                     |
| Bedste glidetal:                | 34,5 ved 86 km/t                                    |                                                     |
| Bedste faldhastighed:           | 0,59 m/sek ved 73 km/t                              |                                                     |
| Stallhastighed:                 | 62 km/t                                             |                                                     |
| Max. hastighed spilstart:       | 140 km/t                                            |                                                     |
| Max. hastighed flyslæb:         | 150 km/t                                            |                                                     |
| Max. hastighed turbulens:       | 180 km/t                                            |                                                     |
| Fritfaldshastighed, lodret dyk: | 235 km/t med fuld luftbremse                        |                                                     |
| Max. hastighed:                 | 250 km/t                                            |                                                     |
| g-begrænsning:                  | +7 / -4 ved 160 km/t                                |                                                     |
| Tomvægt:                        | 166 kg                                              |                                                     |
| Max. vægt:                      | 281 kg                                              |                                                     |